# Гута-Добринь
Гута-Добринь — село в Україні, у Іршанській селищній територіальній громаді Коростенського району Житомирської області. Населення становить 96 осіб (2001).

## Географія
На півночі від села бере початок річка Рихта.

## Населення
За даними перепису 2001 року населення села становило 96 осіб, з них 98,96 % зазначили рідною українську мову, а 1,04 % — іншу.

## Історія
У 1906 році — село Фасівської волості Житомирського повіту Волинської губернії. Відстань від повітового міста 55 верст, від волості 15. Дворів 28, мешканців 189.
До 10 серпня 2015 року село входило до складу Добринської сільської ради Володарсько-Волинського району Житомирської області.